# Geel 2G
Geel 2G is een gele azokleurstof. Als voedseladditief is het in de Europese Unie niet meer toegestaan. In de tijd dat het wel werd toegestaan, stond het in de lijst onder E-nummer E107. 
In de cosmetica gebruikt men voor dezelfde stof de INCI-code CI18965.